# قائمة المواضيع المنسوبة إلى جوزيف لاغرانج
تسمى مجموعة من المفاهيم في الرياضيات والفيزياء نسبة لعالم الرياضيات والفلك جوزيف لوي لاغرانج. سُميت زنقة من زنقات مدينة باريس باسمه.

## ما يوصف بلاغرانجي
- لاغرانجي
- تحليل لاغرانجي
- Lagrangian coordinates
- اشتقاق بلاغرانجي
- Lagrangian drifter
- Lagrangian foliation
- Lagrangian Grassmannian
- Lagrangian intersection Floer homology
- ميكانيك لاغرانج
- Lagrangian mixing
- نقطة لاغرانجية
- Lagrangian relaxation
- Lagrangian submanifold
- Lagrangian subspace
- Nonlocal Lagrangian
- Proca lagrangian
- Special Lagrangian submanifold

## ما ينسب إلى لاغرانج
- معادلة أويلر-لاغرانج،
- انفعال (علم المواد)
- Lagrange bracket
- مبدأ دالمبير
- مبرهنة تايلور
- Lagrange form
- استيفاء لاغرانج،
- Lagrange invariant
- مبرهنة العكس للاغرانج
- معامل لاغرانج
- عدد لاغرانج،
- استعمار نقاط لاغرانج
- متعدد حدود لاغرانج
- خاصية لاغرانج
- مبرهنة القلب للاغرانج
- محلحل لاغرانج
- مبرهنة التقريب للاغرانج
- صيغة لاغرانج (توضيح)،
- متطابقة لاغرانج (توضيح)،
- مبرهنة لاغرانج (نظرية الزمر)،
- مبرهنة المربعات الأربع للاغرانج،
- مبرهنة لاغرانج (نظرية الأعداد)،
- متطابقات لاغرانج المثلثية

## ما ليس في الرياضيات
- Lagrange (crater)
- زنقة لاغرانج، زنقة في باريس